# زيوة جيك
زيوة جيك هي قرية في مقاطعة سلماس، إيران. عدد سكان هذه القرية هو 1,245 في سنة 2006.